# 6478 Gault
6478 Gault è un asteroide della fascia principale. Scoperto nel 1988, presenta un'orbita caratterizzata da un semiasse maggiore pari a 2,3051450 au e da un'eccentricità di 0,1935872, inclinata di 22,81133° rispetto all'eclittica. L'asteroide appartiene alla famiglia Focea ed è di tipo Q.
Osservazioni condotte dagli astronomi del progetto ATLAS alle Hawaii nel gennaio 2019 hanno evidenziato la presenza di una coda di detriti lunga 400.000 chilometri, probabilmente formatasi a seguito di una collisione nella fascia principale nel novembre 2018.
Ulteriori osservazioni ottiche effettuate con il telescopio Hubble hanno stimato una larghezza dell'asteroide di circa 4-9 km e la conferma che l'asteroide, soggetto all'effetto Yorp, sia destinato a frantumarsi.